# Thus Spoke Rohan Kishibe
Thus Spoke Kishibe Rohan (укр. «Так говорив Кішібе Рохан»), в Японії відома як Kishibe Rohan wa Ugokanai (яп. 岸辺露伴は動かない, Кішібе Рохан ва уґоканай, Рохан Кішібе не рухається) — серія ваншотів манги, створена Хірохіко Аракі і є спін-офом франшизи JoJo's Bizarre Adventure, де головним героєм виступає Рохан Кішибе, один з другорядних персонажів з манґи Diamond Is Unbreakable, четвертій частині манґи JoJo, і вигаданий манґака, що подорожує по всьому світу щоб вивчати історії людей.
Манґа публікувалася видавництвом Shueisha починаючи з серії Episode 16: At a Confessional у 1997 році, опублікованій журналом Weekly Shōnen Jump; наступні серії потім з'являлися в журналах Jump Square, Shōnen Jump+ та Bessatsu Margaret. Спочатку за задумом Аракі, манґа мала стати повноцінною і самостійною. Перший том вийшов у 2013 році, де було зібрано чотири перші серії та посів 68 місце у списку манґ-бестселерів в Японії, а також отримав теплі відгуки критиків. Також за мотивами манґи студією David Production було випущено OVA-адаптацію з 2017 по 2020 рік. Адаптація у вигляді телесеріалу була випущена на телеканалі NHK General TV у грудні 2020 року.

## Сюжет
Головним героєм історії стає Рохан Кішибе, один із другорядних персонажів із манґи Diamond Is Unbreakable, четвертої частини манґи JoJo. Він є манґакою і для досягнення більшого реалізму у своїх роботах, мандрує по всьому світу та надихається життям людей. У цьому йому також допомагають здібності його стенда на ім'я Heaven's Door, за допомогою якого Рохан здатний тимчасово перетворювати ціль на «живу автобіографію», щоб прочитати його історію минулого, переваги та страхи.

## Медіа

### Манґа
Манґа Thus Spoke Kishibe Rohan створювалася Хірохіко Аракі в епізодичному форматі. Перша серія — Episode 16: At a Confessional була опублікована видавництвом Shueisha в журналі Weekly Shōnen Jump 7 липня 2007, у виданні #30/1997. Спочатку видання попросило Аракі створити повноцінну і незалежну манґу від всесвіту JoJo's Bizarre Adventure, проте Аракі знайшов занадто привабливим працювати над цим проектом, оскільки йому довелося б робити це на шкоду розвитку основної франшизи. Нові серії манґи публікувалися в інших журналах видавництва Shueisha — Weekly Shōnen Jump, Jump Square, Shōnen Jump+ і Bessatsu Margaret. Серія манґи, опублікована в веб-журналі Shōnen Jump+ під назвою Mochizuki Family Moon Viewing, була частиною запуску лінії манґи і доступна для безкоштовного читання на сайті.
Перший колекційний том під назвою Under Execution Under Jailbreak, що складається з ваншотів Аракі, був опублікований в 1999 році в Японії, тому включав також три інші незалежні ваншоти того ж автора. Перший же колекційний том, повністю присвячений серії манґи і Рохан Кішибе під назвою Thus Spoke Kishibe Rohan, був випущений в Японії 19 листопада 2013 року. Том включав 5 історій про пригоди манґаки — At a Confessional, Mutsu-kabe Hill, Millionaire Village, Poaching Seashore, і незалежна історія Rohan Kishibe Goes to Gucci. Колекційний том публікувався в Італії журналом Star Comics 8 січня 2015 року під назвою Così parlò Rohan Kishibe, а також у Франції журналом Tonkam у квітні 2016 року.

### Список епізодів манґи
| No. | Назва | Публікувався вː    | Дата випуску           | Прим.  |
| --- | --- | ------------------ | ---------------------- | ------ |
| 1 | Episode 16: At a Confessional «Епідзоːдо 16: Дзанге-сіцу» (エピソード16:懺悔室)                                                                                                  | Weekly Shōnen Jump | 7 липня 1997 року      | [ 13 ] |
| Рохан після основних подій манґи Diamond Is Unbreakable вирушив у пошуках нових вражень до Італії, Венеції і там у Храмі вирішує посидіти в комірчині для молитви, але в комірчину також входить місцевий незнайомець і думаючи, що Рохан — священик, вирішує йому сповідатися, і розповідає, як у молодості відмовив безхатьку, що вмирає, в їжі і навіть змусив працювати до смерті. Його дух зажадав помсти та пообіцяв зруйнувати життя незнайомця. | |                    |                        |        |
| 2 | Episode 2: Mutsu-kabe Hill «Епідзоːдо 2: Муцукабедзака» (エピソード2:六壁坂) | Jump Square        | січень 2008 року       | [ 14 ] |
| Рохан Кішибе розорився після того, як купив гори, на яких хотіли будувати автомагістраль, і після цього ціна на землю впала. Він розповідає молодій манґаці Кагамору Мінорі легенду про те, як студентка на ім'я Наоко з багатого клану мала вийти заміж за домовленістю, але та таємно зустрічалася зі своїм коханцем Ґунпеєм. Якось коли до садиби раптово приїхали батьки і законний наречений, у будинку були Наоко і Гунпей і в паніці, що їх розкриють, дівчина ненавмисно вбила коханця і сховала його тіло в горищі, з того часу з тіла щодня виходило дуже багато крові, а тіло Ґунпея не розкладалося, продовжуючи лежати в горищі. Сама ж Наоко вийшла заміж і народила двох дітей, продовжуючи таємно позбавлятися крові коханого. Пізніше Рохан сам вирішив вирушити до маєтку, щоб особисто побачити одержимий труп.                                                                                                   | |                    |                        |        |
| 3 | Episode 5: Millionaire Village «Епідзоːдо 5: Фуґо̠-мура» (エピソード5:富豪村) | Weekly Shōnen Jump | 22 листопада 2012 року | [ 13 ] |
| Кека Ідзумі, редактор журналу пропонує Рохану купити особняк у таємничому та ізольованому селі мільярдерів серед гір всього за 3 мільйони єн. Важливою умовою для купівлі ділянки є суворе дотримання правил етикету. Проте герої не підозрюють, що бог Гори, який захищає село, забирає щось важливе за порушення одного правила етикету. Так, Кека, порушивши етикет тричі, втрачає нареченого та матір, які померли з раптових причин. Рохан розуміє, що потрапив у пастку. | |                    |                        |        |
| 4 | Episode 6: Poaching Seashore «Епідзоːдо 6: Міцуруйо Кайґан» (エピソード6:密漁海岸)                                                                                               | Weekly Shōnen Jump | 28 жовтня 2013 року    | [ 13 ] |
| Тоніо Труссарді, власник італійського ресторану в Моріо, просить Рохана допомогти йому добути на березі, поруч із Моріо унікальний вид морських вушок, які водяться тільки в тутешніх краях і на стільки високо цінуються, що їх неможливо навіть купити на ринку, а береги цілодобово охороняються береговою охороною. Тоніо мріє з них приготувати свою нову та найкращу у своїй кар'єрі страву. Рохан погоджується в обмін на можливість скуштувати страву. | |                    |                        |        |
| 5 | Mochizuki Family Moon Viewing: Thus Spoke Kishibe Rohan Episode 4 «Мотідзукі-ке но Оцукімі Кісібе Рохан ва Уґокенай Епідзоːдо 4» (望月家のお月見 岸辺露伴は動かない エピソード4) | Shōnen Jump+       | 22 вересня 2014 року   | [ 15 ] |
| 6 | Episode 7: Monday, Sunshower «Епідзоːдо 7: Гецуйобі — Тенкіаме» (エピソード7 月曜日-天気雨)                                                                                      | Jump Square        | 4 грудня 2015 року     | [ 16 ] |
| 7 | Episode 9: D.N.A «Епідзоːдо 9 D.N.A» (エピソード#9 D・N・A) | Bessatsu Margaret  | 12 серпня 2017 року    | [ 17 ] |
| 8 | Episode 10: The Run «Епідзоːдо 10 Дза Ран» (エピソード#10 ザ・ラン) | Weekly Shōnen Jump | 26 лютого 2018 року    | [ 18 ] |
| Гарного юнака Йому Хасімото помічає модельне агентство та пропонує стати моделлю. Його справи йдуть успішно, а Йома закохується в себе і стає одержимим ідеєю придбати ще більш досконале тіло. Для цього він постійно ходить до спортзалу. Там він зустрічає Рохана Кішибе і пропонує змагатися, проте обидва отримують нічию. Це сильно б'є по самовдоволенню Йоми і який має намір кинути реванш. Тим часом Йому виганяє з помешкання його подруга Міка за те, що він не приховуючи того, крав гроші на спортивне обладнання. Рохан і Йома знову зустрічаються в спортзалі і цього разу Йома налаштований значно серйозніше. Рохан за допомогою сили стенда дізнається, що Йома почав вбивати людей, що стали в нього на шляху, у тому числі і свою подругу Міку. Рохан був наступним в його списку. Також герой виявляє, що Йома виявився одержимий богом Гермесом. Єдиний шлях вижити для Рохана — перемогти у змаганні з бігу. | |                    |                        |        |

#### Список томів манґи
| - «Episode 16: At a Confessional» - «Episode 2: Mutsu-kabe Hill» - «Episode 5: Millionaire Village» - «Episode 6: Poaching Seashore» - «Rohan Kishibe Goes to Gucci» |

| - «Episode 4: The Harvest Moon» - «Episode 7: A Rainy Monday» - «Episode 8: D·N·A» - «Episode 9: The Run» |

### OVA
Студія David Production вирішила випустити аніме-екранізацію манґи Episode 5: Millionaire Village у форматі OVA-серії. Директором виступив Тосіюкі Като, асистентом Ясуфумі Соедзіма, дизайнером персонажів Сюньїті Ісімото, а дизайнером стендів Кента Міуро. OVA-серія доступна як бонусне DVD видання для тих, що замовив колекцію з 13 DVD, що охоплюють аніме-серіал, створений за мотивами манґи Diamond Is Unbreakable. В OVA-серії використовується інша кольорова гама, ніж у Diamond Is Unbreakable, щоб краще передати атмосферу хорору, а також там присутні відсилання до відомих телевізійних шоу «Сутінкова зона» (1959) та «Твін Пікс» (1990) для передачі атмосфери ностальгії. Другий епізод OVA тієї ж студії та співробітників, адаптований Episode 2: Mutsu-kabe Hill, був випущений на DVD 19 липня 2018 року в комплекті із замовленнями обмеженого тиражу другого тому манґи. Сингл, що містить початкову та кінцеву теми, був випущений того ж дня, що й другий епізод OVA. Два нові епізоди OVA Episode 16: At a Confessional та Episode 9: The Run, були показані в кінотеатрах у дев'яти містах Японії, починаючи з 8 грудня 2019 року, і були випущені на DVD та Blu-Ray у 25 березня 2020 році.
На фестивалі аніме Netflix наприкінці жовтня 2020 року компанія придбала права на потокову передачу OVA для випуску в 2021 році. У січні 2021 року Netflix оголосив, що прем'єра відбудеться 18 лютого.

### Телесеріал
Дві історії з манґи (Село мільйонерів та DNA) та одна історія зі збірки оповідань отримали адаптацію. Серіал транслювався на NHK General TV та NHK BS4K 28, 29 та 30 грудня з 10:00 до 10:49 вечора в Японії. 8 серпня 2021 року телеканал NHK оголосив, що серіал матиме три нові епізоди, які вийдуть в ефір у грудні 2021 року.

## Сприйняття та критика
Колекційний том з його проданими 278,268 копіями, зайняв третє місце в перший тиждень продажів у Японії після 81 тома Detective Conan і 7 томів Terra Formars. Через 4 тижні після випуску всього було продано 422,994 копій манґи і тому вдавалося залишатися в списку 50 томів-бестселерів в Японії, станом на травень 2015 року, всього було продано 526,719 копій, у листопаді це було вже 553,380 копій, а том посів 68 місце у списку бестселерів.
Манґа отримала позитивні відгуки від критиків. Марія Антоньєтта з MangaForever зазначила, що незважаючи на короткий формат історії, Аракі вдалося передати глибину та весь спектр драматичних відтінків історії, типових для його довгих серій манґи. Такато з журналу Manga-News також зазначив, що автору вдалося передати історії свою сутність, глибоку атмосферу та світ, як і його оригінальним творам навіть не дивлячись на те, що це короткі та незалежні історії, вони не відчуваються, як просто спін-офи. Еркаель, інший критик журналу Manga-News також похвалив історію, зазначивши, що вона безперечно задовольнить фанатів Jojo і залучить нових, хоча її атмосфера відлучається від основних серій франшизи насамперед наявністю елементом хорору і високою напруженістю сюжету.